# Liki serije Somrak
Liki serije Somrak so literarni liki iz serije romanov Somrak.

## Glavni liki

### Bella Swan
Isabella Marie "Bella" Swan (kasneje Bella Cullen) je najstnica, ki se v prvi knjigi, Somraku preseli iz Phoenixa, Arizona v Forks, Washington, kjer živi s svojim očetom, Charliejem.
Filmsko je Bello Swan upodobila Kristen Stewart.

### Edward Cullen
Edward Cullen (rojen Edward Anthony Masen) je sedemnajstletni vampir, ki se je 20. junija 1901 rodil v Chicagu. Ko je umiral za špansko gripo, ga je dr. Carlisle Cullen spremenil v vampirja in sicer na željo njegove matere, Elizabeth. Njegova sposobnost je branje misli, kar sicer deluje na vseh ljudeh, razen na Belli.
Filmsko je Edwarda Cullena upodobil Robert Pattinson.

### Jacob Black
Jacob Black je najboljši prijatelj Belle Swan. Je Quileutečan in hkrati volkodlak.
Filmsko je Jacoba Blacka upodobil Taylor Lautner.

### Alice Cullen
Alice Cullen (rojena kot Mary Alice Brandon) je posvojena hči Carlisla in Esme, sestra Edwarda, Rosalie in Emmetta ter žena Jasperja. Njena posebnost je, da vidi v prihodnost.
Filmsko je Alice Cullen upodobila Ashley Greene.

### Carlisle Cullen
Carlisle Cullen (imenovan tudi Stregone Benefice) je Esmin mož ter oče Emmetta, Rosalie, Jasperja, Edwarda in Alice. Po poklicu je zdravnik. Umrl je v starosti 23 let, ko ga je na lovu za vampirji ugriznil nek star vampir.
Filmsko je Carlisla Cullna upodobil Peter Facinelli.

### Esme Cullen
Esme Cullen (rojena kot Esme Platt, kasneje Esme Evenson) je mati Edwarda, Alice in Emmetta Cullena ter Rosalie in Jasperja Hala, ter Carlislova žena. Rodila se je v letu 1895 v Columbusu, Ohio in bila spremenjena v vampirko v starosti 26 let.
Filmsko je Esme Cullen upodobila Elizabeth Reaser.

### Rosalie Hale
Rosalie Hale je posvojena hčer Carlisla in Esme, sestra Edwarda, Jasperja in Alice ter žena Emmetta. Rojena je bila leta 1915 v Rochestru, New York in umrla v starosti 18 let.
Filmsko je Rosalie Hale upodobila Nikki Reed.

### Emmett Cullen
Emmett Cullen (rojen kot Emmett McCarty) je Rosaliejin mož, Carlislov in Esmin posvojeni sin ter brat Edwarda, Alice in Jasperja. Rodil se je leta 1915 v Gatlinburgu, Tennessee, Rosalie pa ga je spremenila pri dvajsetih letih, leta 1935, ko ga je napadel medved.
Filmsko je Emmetta Cullena upodobil Kellan Lutz.

### Jasper Hale
Jasper Hale (rojen kot Jasper Whitlock) je mož Alice Cullen, posvojeni sin Carlisla in Esme ter brat Edwarda, Rosalie in Emmetta. Rojen je bil v Teksasu in se leta 1861 med državljansko vojno pridružil vojski. V starosti dvajset let ga je v vampirja spremenila vampirka po imenu Maria.
Filmsko je Jasperja Hala upodobil Jackson Rathbone.

### Renesmee Cullen
Renesmee "Nessie" Carlie Cullen je pol-vampirka pol-človek, hči Edwarda Cullena in Belle Swan, ki se je rodila 10. septembra, tri dni pred rojstnim dnem svoje matere. Je tudi nečakinja Alice, Jasperja, Emmetta in Rosalie ter vnukinja Renée Dywer, Charlieja Swana in Carlisla ter Esme Cullen. Kasneje postane tudi partnerka Jacoba Blacka.

## Vampirji

### Volturiji
Klan vampirjev, poznan kot Volturiji, živi v Volterri, Italija. So nekakšna kraljeva družina vampirjev.
Člani Volturijev so Aro (ki ga je filmsko upodobil Michael Sheen), Caius (ki ga je filmsko upodobil Jamie Campbell Bower), Marcus (ki ga je filmsko upodobil Christopher Heyerdahl), Jane (ki jo je filmsko upodobila Dakota Fanning), Alec (ki ga je filmsko upodobil Cameron Bright), Demetri (ki ga je filmsko upodobil Charlie Bewley), Felix (ki ga je filmsko upodobil Daniel Cudmore) in Heidi (ki jo je filmsko upodobila Noot Seear). Dakota Fanning, Cameron Bright, Charlie Bewley in Daniel Cudmore bodo svoj lik upodobili tudi v filmu Mrk iz leta 2010.

### Jamesov klan

#### James
James je vodilni vampir izmed trojice. Ima zelo temen značaj, ljudi in živali pa lovi zgolj za šport. Je par z Victorio. Laurent ga je opisal kot zelo vztrajnega vampirja, ki vedno dobi vse, kar si zaželi. Edini človek, ki mu je pobegnil (Alice Cullen), se je kasneje spremenil v vampirko. James je v prvem delu serije Somrak lovil Bello, ki pa mu je pobegnila. V istem delu sta ga ubila Jasper Hale in Emmett Cullen.
Filmsko je Jamesa upodobil Cam Gigandet.

#### Victoria
Victoria je drugi član Jamesovega klana. V prvi knjigi igra manjšo vlogo: Jamesovo ljubico in pomočnico pri lovljenju Belle. V knjigi Mlada luna skorajda ni omenjena, v tretji knjigi, Mrk pa naredi vojsko iz novorojenih vampirjev, s katero namerava pokončati Bello, vendar ji načrt ne uspe, saj jo takoj pokončajo Cullenovi in volkodlaki.
Filmsko je v prvih dveh delih Victorio upodobila Rachelle Lefevre, pozneje, v tretjem pa jo je nadomestila Bryce Dallas Howard.

#### Laurent
Laurent je zadnji izmed trojice vampirjev Jamesovega klana. Ko se James in Victoria odločita ubiti Bello, se preseli v Denali, Aljaska, kjer si želi zaživeti vegetarijansko različico vampirskega življenja. Spoprijatelji se z vampirko Irino, članico Denaliskega klana vampirjev. V Mladi luni se vrne nazaj v Forks, kjer namerava ubiti Bello, vendar mu to prepreči volkodlak Jacob Black.
Filmsko je Laurenta upodobil Edi Gathegi.

### Riley
Riley je opisan kot visok vampir s svetlimi lasmi. V vampirja ga spremeni Victoria v Mrku, ko je bil Bellinih let. Ko se Riley nauči obvladati, Victorii pomaga voditi njeno vojsko novorojenih vampirjev. Je zaljubljen v Victorio. Na koncu ga Edward Cullen s pomočjo Setha Clearwaterja ubije.
Filmsko je Rileyja upodobil Xavier Samuel.

### Amazonska skupina
Zafrina, Senna in Kachiri so člani Amazonske skupine vampirjev. Zafrina ima posebno moč, saj lahko oblikuje slike. Teh pa Bella in nihče, ki je pod zaščito njenega ščita ne more videti. Zgradi močno razmerje z Renesmee, ki ji je Zafrina všeč, tako kot njene "lepe slikice". Bella je Zafrini obljubila, da bo Renesmee nekoč pripeljala na obisk.

### Ameriški nomadi
Peter, njegova partnerka Charlotte, Mary in Randall sestavljajo skupino Ameriških nomadov. Peter je Jasperjev dober prijatelj, ki mu je po preobrazbi pomagal zbežati iz vojske. V preteklosti je Jasper celo živel skupaj s Petrom in Charlotte, vendar ju je kasneje zapustil.

### Denalijska skupina
Eleazar, njegova partnerka Carmen, sestre  Tanya, Irina (uničena) in Kate ter kasneje Katein partner Garrett so člani Denalijske skupine. Kot Cullenovi tudi Denalijevi ne pijejo človeške krvi. So v dobrih odnosih z družino Cullen, dokler se odnosi v Mrku nekoliko ohladijo, ko Denalijevi zavrnejo prošnjo, da bi se pridružili vojski, ki pomaga pri Bellini zaščiti pred Victorio in njenimi novorojenimi vampirji. Tanya je njihov vodja in opisana je kot rdečelaska, ki je izrazila zanimanje za Edwarda Cullena, dokler je slednji ni zavrnil. Carmen govori tudi španski jezik, tako kot Eleazar, bivši član Volturijeve vojske.
Sasha, Vasilii in Irina so bivše, že uničene članice Denalijske skupine. Sasha je ustvarila Irino, Tanyo, Kate in Vasilii, na koncu pa so jo uničili Volturiji, saj je ustvarila nesmrtnega otroka (Vasilii). Vampirski zakon namreč prepoveduje ustvarjanje nesmrtnih otrok, saj se slednji ne morejo obvladati in zato niso sposobni varovati skrivnosti vampirskega obstoja. Zaradi tega sta bili uničeni tako Sasha kot Vasilii. Laurent je bil včasih Irinin partner, vendar so ga kasneje uničili Quiletski volkodlaki, česar pa jim Irina ni odpustila. Ko je bila na obisku pri Cullenovih in spoznala Renesmee si je napačno razlagala, da je slednja nesmrtni otrok. Cullenove zato prijavi Volturijem. Ko ugotovijo, da Renesmee ni nesmrtni otrok, Irino za njeno napako uničijo.

### Egipčanska skupina
Tia, Amun, Benjamin in Kebi so člani Egipčanske skupine vampirjev. Amun, Kebijin partner, ni ravno najbolj navdušen nad podvigom Cullenovih, v katerem naj bi se uprli Volturijem. Benjamin, Tijin partner ima zelo nazorna prepričanja o tem, kaj je prav in kaj je narobe. Ima tudi sposobnost, s katero lahko obvladuje vodo, zrak, zemljo in ogenj.

### Evropski nomadi
Alistair, Charles in Makenna so člani klana Evropskih nomadov. Alistair je Carlislov dober prijatelj, vendar ga ne obišče pogosto. Njegova posebna sposobnost je zasledovanje. Charles, ki je partner Makenne ima posebno sposobnost, s katero lahko zazna resnico.

### Irska skupina
Siobhan, Liam in Maggie so člani Irske skupine. Liam, Siobhanin partner, je zelo zaščitniški do Maggie in Siobhan. Maggie je sposobna zaznati laži.

### Romunska skupina
Vladimir in Stefan sta dva zadnja preživela člana Romunske skupine vampirjev. Oba sta stara okrog 1500 let. Volturiji so njun grad uničili, druge člane iz Romunske skupine pa že davno pregnali. Oba sovražita Volturije in čakata na priložnost, s katero bi se jim uspela maščevati za uničenje ostalih članov njune skupine.

## Volkodlaki

### Sam Uley
Sam Uley je alfa plemena volkodlakov La Pusha. Je partner Emily Young.
V prvem filmu je Jacobovega junaka upodobil Solomon Trimble, sicer pa je Sama Uleyja upodobil Chaske Spencer.

### Quil Ateara
Quil Ateara je tretji član La Pushovega tropa volkodlakov. Opisan je kot zelo mišičast. Je eden izmed petih članov tropa, ki so doživeli vtisnjenje: on ga je z Emilynijino dveletno nečakinjo, Claire.
Filmsko je Quiela Atearo upodobil Tyson Houseman.

### Embry Call
Embry Call je volkodlak, ki se prvič pojavi v že Somraku.
V prvem delu je Embryja Calla upodobil Krys Hyatt, vendar ga je kasneje filmsko upodobil Kiowa Gordon.

### Paul
Paul je eden izmed največjih volkodlakov. Na začetku četrte knjige Paul doživi vtisnjenje z Jacobovo starejšo sestro Rachel.
Filmsko je Paula upodobil Alex Meraz.

### Jared
Jared je tudi eden izmed peterice, ki je doživela vtisnjenje: njegova izbranka je Kim, dekle, ki sedi zraven njega pri nekaj šolskih predmetih. Preden se je začel preobraževati, je ni niti opazil, po preobrazbi pa sta popolnoma nerazdružljiva.
Filmsko je Jareda upodobil Bronson Pelletier.

### Leah Clearwater
Leah Clearwater je edina ženska članica tropa v zgodovini. Je tudi sestrična Emily Young, zaročenke Sama Uleyja. V Jutranji zarji se pridruži na novo ustanovljenemu tropu, katerega vodja je Jacob Black.
Filmsko bo Leah Clearwater upodobila Julia Jones.

### Seth Clearwater
Seth Clearwater je Leahin mlajši brat. V Jutranji zarji se nekoliko spoprijatelji z Edwardom in celo pride na Bellino in Edwardovo poroko. Ko Jacob v isti knjigi ustanovi svoj trop, se mu Seth kaj hitro pridruži.
Filmsko je Setha Clearwaterja upodobil Boo Boo Stewart.

### Collin in Brady
Collin in Brady sta najmlajša člana La Pushovega tropa volkodlakov. V Mrku sta stara 13 let in v Jutranji zarji sta predstavljena kot člana Samovega tropa.

### Ostali volkodlaki
V Jutranji zarji je omenjenih še sedem volkodlakov, katerih imena so neznana.

### Ephariam Black
Ephariam Black je bil dedek Billyja Blacka in bil je zadnja alfa Quileutskega tropa. Poleg njega sta njegov trop sestavljala še dva volkodlaka: Levi Uley in Quil Ateara st. (pradedek Jacobovega prijatelja Quila). Ephariam Black se je pogodil s Cullenovimi, ki so obljubili, da ne bodo nikoli stopili na ozemlje volkodlakov in da ne bodo nikoli pili človeške krvi.

## Ljudje

### Charlie Swan
Charlie Swan je oče Belle Swan in dela kot vodja policije v Forksu. Je dober prijatelj Harryja Clearwaterja in Billyja Blacka. Na koncu Jutranje zarje začne razmerje s Sue Clearwater.
Filmsko je Charlieja Swana upodobil Billy Burke.

### Renée Dwyer
Renée Dwyer (rojena kot Renée Higgenbotham, včasih Renée Swan), je mama Belle Swan in bivša žena Charlieja Swana. S slednjim se je poročila malo po končani srednji šoli, vendar ga je z njuno hčerko, ki je bila takrat dojenček, tudi kaj kmalu zapustila in se ločila od njega. Trenutno je poročena z Philom Dywerjem.
Filmsko je Renée Dwyer upodobila Sarah Clarke.

### Harry Clearwater
Harry Clearwater je bil starešina Quiletskega tropa volkodlakov, vse dokler ni v Mladi luni umrl zaradi srčnega napada. Za sabo je pustil ženo Sue, hčerko Leah in sina Setha, ki sta kasneje oba postala volkodlaka. Bil je tudi dober prijatelj Billyja Blacka in Charlieja Swana.
Filmsko je Harryja Clearwaterja upodobil Graham Greene.

### Billy Black
Billy Black je oče Jacoba Blacka, rojen in vzgojen v La Pushu ter starešina Quiletskega tropa volkodlakov. Poleg Jacoba ima še dve hčerki, dvojčici Rachel in Rebecco, njegova žena Sarah pa je že umrla. Billy je neposredni potomec zadnjega alfe Quiletskega tropa volkodlakov, Emphriama Blacka, ki je bil njegov dedek. Je zelo dober prijatelj Bellinega očeta, Charlieja Swana in pokojnega Harryja Clearwaterja.
Filmsko je Billyja Blacka upodobil Gil Birmingham.

### Tyler Crowley
Tyler Crowley je eden izmed Bellinih sošolcev. V Somraku po nesreči z avtom skoraj zbije Bello, vendar jo reši Edward Cullen. Po tem pripetljaju se Tyler Belli obupno želi oddolžiti, zato jo zasuje z opravičili in jo celo povabi na šolski ples, kar pa Bella zavrne. On pa je pred tem vseeno že vsej šoli raztrobil, da jo bo peljal na ples. Njegovo zanimanje za Bello pa prav nič ne veseli Lauren, ki je zaljubljena vanj.
Filmsko je Tylerja Crowleyja upodobil Gregory Tyree Boyce.

### Lauren Mallory
Lauren Mallory je ena izmed Bellinih sošolk. Opisana je kot blondinka. Na Bello je ljubosumna, saj je bila pred njenim prihodom precej popularna in se ne more sprijazniti s tem, da Bella dobiva veliko pozornosti. Hkrati je nanjo ljubosumna tudi zato, ker ji veliko pozornosti posveča Tyler Crowley, v katerega je zaljubljena.
V filmih je lik Lauren Mallory nadomestil lik Jessice Stanley, ki jo je upodobila Anna Kendrick.

### Mike Newton
Mike Newton je prijateljski fant, Bellin sošolec, ki je hkrati tudi zaljubljen v Bello. Med serijo Bello pogosto vpraša, če bi odšla na zmenek z njim, vendar ga slednja vedno zavrne. V Mladi luni gre z Bello in Jacobom v kino, kjer z Jacobom precej tekmujeta za Bellino pozornost. Mikova družina ima v lasti majhno trgovino s športnimi pripomočki, kjer dela Bella. V Somraku hodi z Jessico Stanley, skupaj pa se kot par spet pojavita šele v Jutranji zarji na Bellini in Edwardovi poroki.
Filmsko je Mika Newtona upodobil Michael Welch.

### Jessica Stanley
Jessica Stanley je Bellina sošolka in njena prva prijateljica v Forksu. Prav ona Belli pove nekaj malega o družini Cullen. Tudi sama je nekoliko ljubosumna na Bello, saj ji Mike Newton, v katerega je zaljubljena, posveča toliko pozornosti.
Filmsko je Jessico Stanley upodobila Anna Kendrick.

### Angela Weber
Angela Weber je ena izmed Bellinih sošolk in njena bližnja prijateljica. Opisana je kot visoko, sramežljivo, tiho in zelo prijazno dekle. Njen fant je Ben Cheney.
Filmsko je Angelo Weber upodobila Christian Serratos.

### Eric Yorkie
Eric Yorkie je Bellin sošolec, ki je bil na začetku nekoliko zaljubljen vanjo, podobno kakor Mike Newton. Bello povabi na šolski ples, vendar ga zavrne in gre na koncu na ples skupaj z Angelo Weber.
Filmsko je Erica Yorkieja upodobil Justin Chon.

### Emily Young
Emily Young je zaročenka Sama Uleyja in sestrična v drugem kolenu s Sethom in Leah Clearwater. Medtem, ko je hodil z Leah, je Sam doživel vtisnjenje z Emily, ko je slednja obiskala družino Clearwater. Na obrazu ima veliko brazgotino, ki ji jo je po vsej verjetnosti povzročil Sam ali kdo drug iz volčjega tropa, vendar ostali ljudje menijo, da jo je napadel medved. Bella meni, da je Emily neke vrste mama volčjega tropa, saj slednja pripravlja obroke zanje, volkodlaki pa so vedno dobrodošli pri njej.
Filmsko je Emily Young upodobila Tinsel Korey.

### Sue Clearwater
Sue Clearwater je vdova Harryja Clearwaterja, ki je zaradi srčnega napada umrl v Mladi luni. Ima dva otroka, Leah in Setha, ki sta oba volkodlaka. V Jutranji zarji začne pripravljati hrano za Charlieja, saj se je Bella odselila k Edwardu. Na koncu romana Bella sumi, da sta se Sue in Charlie zaljubila.

### J. Jenks
Jason Jenks (alias Jason Scott) je ponarejevalec pravnih dokumentov srednjih let. Alice Bello pošlje do njega, ko izve, da bosta morala Jacob in Renesmee bežati pred Volturiji. Jenks, ki je prej sodeloval z Jasperjem, ima neke vrste strahospoštovanje do družine Cullen. Bella Jacobu in Renesmee pri njemu priskrbi potna lista in vozniški izpit. Jenks verjame, da bodo Renesmee ugrabili, vendar dokumente vseeno priskrbi, saj se boji družine Cullen.